# باريس تورز 1971
باريس تورز 1971 هو سباق دراجات هوائية، وهو الموسم رقم 65 من باريس تورز، وأقيم في 3 أكتوبر 1971.
فاز بالمركز الأول ريك فان ليندن، وبالمركز الثاني مارينو باسو، وبالمركز الثالث غربن كارستينس.

## الفائزون
| الترتيب | الفائز        |
| ------- | ------------- |
| الفائز  | ريك فان ليندن |
| الثاني  | مارينو باسو   |
| الثالث  | غربن كارستينس |